# Bośnia i Hercegowina na zimowych igrzyskach olimpijskich
Reprezentacja Bośni i Hercegowiny na zimowych igrzyskach olimpijskich po raz pierwszy wystartowała podczas igrzysk w Lillehammer w 1994 roku. Jak dotąd nie zdobyli oni żadnego medalu.

## Medaliści zimowych igrzysk olimpijskich pochodzący z Bośni i Hercegowiny

### Złote medale
Brak

### Srebrne medale
Brak

### Brązowe medale
Brak